# アトリ (リシ)
アトリ（サンスクリット: अत्रि Atri）は、古代インド神話のリシのひとり。リグ・ヴェーダ巻5の賛歌はアトリの家系によって書かれた。アトリはサプタルシ（七聖仙）のひとりとされ、またアートレーヤのゴートラの始祖とされる。

## ヴェーダ
『リグ・ヴェーダ』最古の部分である巻2から巻7までは各巻が家系ごとに分かれているが、巻5の賛歌は主にアトリとその氏族（アートレーヤ）によって書かれたとされる。ただしアトリ本人によるとされるものは14賛歌にすぎない:659。その一方で賛歌の中にしばしばアトリが歌われる。5.40の賛歌ではアスラのスヴァルヴァーヌ (Svarbhānu) によって世界が暗闇に包まれたとき、アトリが祭儀によって太陽を助けたと言っており:704-705、すでに神話的人物になっている。
アトリの父称はバウマ(Bhauma)、すなわちブーミ（大地）の子とされている。

## 叙事詩とプラーナ
『ラーマーヤナ』にアトリはあまり登場しないが、巻2ではラーマとシーターがアトリの庵を訪れ、アトリの妻アナスーヤーの祝福を受けている。
『マハーバーラタ』巻1によると、アトリはブラフマーの心から生まれた6人（巻12では7人）のリシのひとりとされる。
『マハーバーラタ』ではまた『リグ・ヴェーダ』にすでに記されているアトリが太陽を助けた話も敷衍されている。巻13によれば神々とアスラのダーナヴァが戦っていたときにラーフが太陽と月に矢を射かけたために世界が闇で覆われ、神々は敗北しそうになった。アトリは自ら太陽と月に変身して闇を払いのけ、神々を助けてアスラたちを焼き殺した。

### 子孫
『ヴィシュヌ・プラーナ』4.6によるとブラフマーの子がアトリであり、アトリの子が月神ソーマであった。ソーマはブリハスパティの妻のターラーを略奪し、彼女は水星神のブダを生んだ。ブダとイラーからプルーラヴァスが生まれ、彼は月種の祖となった。
アトリはまたアナスーヤーを妻としてダッタ（ダッタートレーヤ）とドゥルヴァーサスを生んだ。『ブラーフマンダ・プラーナ』によると、アトリは10人の子を持ったが、その中でも長男でヴィシュヌの生まれかわりであるダッタートレーヤとドゥルヴァーサスの2人が特に名高かった。『バーガヴァタ・プラーナ』3章ではヴィシュヌの6番目のアヴァターラとしてアナスーヤーの子をあげる。ハイハヤ族のカールタヴィーリヤ・アルジュナはダッタートレーヤの祝福のために無敵になっていたが、後にパラシュラーマに殺された。後にダッタートレーヤはブラフマー・ヴィシュヌ・シヴァの3神（トリムールティ）が1人に現れたものとされ、ヒンドゥー教で信仰される。いっぽうドゥルヴァーサスは祝福や呪いによってさまざまな話で言及され、カーリダーサ『シャクンタラー』でドゥフシャンタ王がシャクンタラーを忘れたのもドゥルヴァーサスの呪いが原因である。